# Moto Guzzi Tre Cilindri Toer
De Moto Guzzi Tre Cilindri was het prototype van een toermotorfiets die in 1932 en 1933 door het Italiaanse merk Moto Guzzi werd ontwikkeld.

## Voorgeschiedenis
Moto Guzzi was in 1921 opgericht met als doel motorfietsen te produceren waarin alle "goede" eigenschappen van verschillende merken verenigd waren. Hoewel aan dit voornemen al snel concessies moesten worden gedaan om de prijs binnen de perken te houden, had Moto Guzzi in de jaren twintig een leidende positie op de Italiaanse markt veroverd. Dat gebeurde vooral met de Sport-modellen. Ook in de motorsport was Moto Guzzi een grote speler, vooral waar het de Italiaanse competitie betrof, waarin de wedstrijden vooral over lange afstanden op openbare wegen werden verreden. Alle Moto Guzzi's waren tot dat moment liggende eencilinders, waarbij de straatmodellen kop/zijklepmotoren hadden en de racemachines voornamelijk kopklepmotoren. In 1927 had Carlo Guzzi al achtervering ontwikkeld voor de Moto Guzzi GT. Een zeer eigen systeem zelfs, waarbij een aantal schroefveren in een koker onder het motorblok lagen. De demping gebeurde met frictiedempers naast het achterwiel. In 1930 was een viercilinder racemotor, de Quattro Cilindri ontwikkeld. Dankzij een compressor leverde deze machine, die het prototypestadium nooit te boven kwam, al 45 pk bij 7.800 tpm.

## Tre Cilindri toermotor
De Quattro Cilindri en de GT vormden samen een goede basis voor de ontwikkeling van een meercilinder motorfiets mét achtervering. Dat zou - zeker op de Italiaanse markt - een unieke motorfiets worden, die de groottoerist zeker zou aanspreken. Toch kwam de machine nooit op de markt. Italië had ook te lijden onder de gevolgen van de Grote Depressie, en er was juist meer behoefte aan goedkope modellen voor woon-werkverkeer dan aan een dergelijke hypermoderne, zware en dure toermotor. Bovendien had het publiek nog niet veel vertrouwen in de stabiliteit van motorfietsen met achtervering en Guzzi leverde in eigen huis ook al de GT 16. Daar kwam nog bij dat de machine 9.500 lire zou gaan kosten, terwijl een Moto Guzzi Sport 15 slechts 5.850 lire kostte. De driecilinder was zijn tijd waarschijnlijk te ver vooruit. Hij werd wel degelijk opgenomen in de catalogus, maar kopers waren niet te vinden. De driecilinder was té modern en luxe, met beenschilden en valbeugels en leren zijtassen, terwijl er juist vraag was naar eenvoudige machines voor woon-werkverkeer, óf, onder de zeer rijken, voor machines die ook een zeer hoge topsnelheid konden halen. Er werden slechts drie prototypen geproduceerd in 1932 en 1933. Het enige overgebleven exemplaar is te zien in het Moto Guzzi Museum in Mandello del Lario.

### Motor
De motor was een driecilinder lijnmotor met liggende cilinders en een 120° krukas die in naaldlagers draaide. Een uniek concept, dat nog nooit op een motorfiets was gebruikt. De keuze werd gemaakt vanwege de soepele loop zonder de hoge kosten die een viercilinder zou meebrengen. Het blok was zeer compact gebouwd, smal, maar vooral zeer laag. Daardoor lag het zwaartepunt erg laag. De smalle bouw was ook mogelijk door de lange slag van 67 mm, waardoor de boring slechts 56 mm bedroeg. Die boring was overigens gelijk aan die van de Quattro Cilindri racemotor. Ook de zadeltank en de bovenste framebuis waren laag gebouwd, waarbij de tank voor het dry-sump smeersysteem in een apart compartiment in de tank lag. Daar zat ook de dubbele opvoerpomp voor de olie, terwijl in het carter een enkele terugvoerpomp lag. De kopkleppen werden bediend door stoterstangen en gesloten door schroefveren. Er was slechts één carburateur gebruikt, die aan de zijkant was geplaatst. De uitlaten kwamen samen in één gezamenlijke demper vóór het motorblok. De gebruikelijke magneetontsteking was vervangen door een bobine, die meer geschikt was voor meercilinder motoren. Het typische buitenliggende vliegwiel dat kenmerkend was voor alle Moto Guzzi's was bij de driecilinder ingebouwd. Het was dankzij de betere balans van de drie cilinders ook veel kleiner dan de vliegwielen van de eencilinders.

### Aandrijflijn
De aandrijving verschilde nauwelijks van de gebruikelijke modellen van Moto Guzzi. De primaire aandrijving gebeurde door tandwielen, de koppeling was een meervoudige natte platenkoppeling en de handgeschakelde versnellingsbak had aan drie versnellingen genoeg vanwege de soepelheid van de motor. De secundaire aandrijving was een kettingaandrijving.

### Rijwielgedeelte
Het frame was een dubbel wiegframe, maar het was deels uit ijzeren buizen en deels uit plaatstaal opgebouwd. Beide delen waren aan elkaar geschroefd. Aan de voorkant zat een girder voorvork en achter was het eigen veersysteem met horizontaal liggende veren gebruikt. Het achterframe had al de eenvoudige constructie die de GT 16 had, met slechts één draagarm aan weerszijden van het achterwiel, terwijl het verende gedeelte nog uit een driehoeksconstructie bestond.

## Technische gegevens
| Moto Guzzi             | Tre Cilindri                          |
| ---------------------- | ------------------------------------- |
| Periode                | 1932-1933                             |
| Productieaantal        | 3                                     |
| Categorie              | Prototype                             |
| Motortype              | Kopklepmotor                          |
| Bouwwijze              | Dwarsgeplaatste liggende driecilinder |
| Cilinders              | Gietijzer                             |
| Cilinderkoppen         | Gietijzer                             |
| Klepopstelling         | Parallel kopklep                      |
| Klepbediening          | Stoterstangen/tuimelaars              |
| Carburateur            | Amal                                  |
| Ontsteking             | Bobine                                |
| boring                 | 56 mm                                 |
| slag                   | 67 mm                                 |
| Cilinderinhoud         | 494,8 cc                              |
| Smeersysteem           | Dry-sumpsysteem                       |
| Compressieverhouding   | 4,9:1                                 |
| Max. Vermogen          | 25 pk bij 5.500 tpm                   |
| Topsnelheid            | 130 km/h                              |
| Primaire aandrijving   | Tandwielen                            |
| Koppeling              | Meervoudige natte platenkoppeling     |
| Versnellingen          | 3 Handgeschakeld                      |
| Secundaire aandrijving | ketting                               |
| frame                  | Dubbel wiegframe                      |
| Wielbasis              | 1440 mm                               |
| Vering vóór            | Girder met frictiedempers             |
| Vering achter          | Swingarm met frictiedempers           |
| Wielen                 | 19 x 2½ inch                          |
| Banden                 | 19" x 3.25                            |
| Rem(men)               | Trommelremmen                         |
| Gewicht                | 160 kg                                |
| Tankinhoud             | 11,5 liter                            |
| Voorganger             | Quattro Cilindri                      |
| Opvolger               | geen                                  |